# 熊井英水
熊井 英水（くまい ひでみ、1935年10月10日 - ）は、日本の水産学者。近畿大学農学部名誉教授、学校法人近畿大学本部理事。農学博士。近畿大学水産研究所元所長。

## 略歴
長野県塩尻市出身。長野県松本深志高等学校を経て、1958年、広島大学水畜産学部を卒業、近畿大学白浜臨海研究所（現・水産研究所）副手に就任。以来、約半世紀にわたり、一貫して魚類の養殖にたずさわる。数々の海産魚の完全養殖に成功したほか、交雑魚の研究でも成果をあげた。1983年同農学部教授。1991年から2008年まで同水産研究所所長。
2002年には、研究チームのリーダーとして、難しいと思われていたクロマグロの完全養殖を成功に導いた。世界初の成果である。この研究は、1970年にスタートしたが、様々な困難が伴っていた。1991年には、研究チームのリーダーであった原田輝雄前所長が急逝するという危機をむかえるが、その後は熊井英水がチームのリーダーとなり研究が継続された。成功にいたる経緯は、NHKのプロジェクトX〜挑戦者たち〜に取り上げられた。
2003年には、近畿大学水産研究所が申請した「クロマグロ等の魚類養殖産業支援型研究拠点」がCOE拠点として採択され、その拠点リーダを務めた。また、2003年、養殖魚の販売を行う「アーマリン近大」を設立。2006年まで代表取締役をつとめた。日本水産増殖学会会長を歴任。

## 受賞
- 1998年 日本水産学会技術賞
- 2002年 和歌山県文化特別賞
- 2003年 日本水産学会功績賞
- 2004年 日本水産増殖学会賞
- 2006年 大日本水産会功績者表彰
- 2008年 産学官連携功労者表彰科学技術政策担当大臣賞
- 2014年 瑞宝中綬章[1]

## テレビ出演
- プロジェクトX〜挑戦者たち〜 「海のダイヤ・世界初クロマグロ完全養殖」（2005年7月5日、NHK）- 熊井英水が養殖のリーダーとしてゲスト出演[2]。
- 日経スペシャル カンブリア宮殿 「マグロをつくれ！これが新時代の水産業だ！」（2009年2月2日、テレビ東京）- 近畿大学教授 近大水産研究所 前所長として出演[3]。

## 書籍

### 著書・編者
- 『最新海産魚の養殖』（編著:熊井英水）（2000年1月1日、湊文社）ISBN 978-4921171001
  - 『海産魚の養殖（新装版）』（編著:熊井英水）（2005年3月1日、湊文社）ISBN 9784921171018
- 『水産増養殖システム(1) 海水魚』（編者:熊井英水）（2005年10月1日、恒星社厚生閣）ISBN 9784769910268
- 『水産増養殖システム(4) アトラス』（編者:熊井英水 隆島史夫 森勝義）（2007年3月1日、恒星社厚生閣）ISBN 9784769910596
- 『クロマグロ完全養殖 近畿大学プロジェクト』（編著:熊井英水 宮下盛 小野征一郎）（2010年3月28日、成山堂書店）ISBN 9784425884919
- 『クロマグロ養殖業 技術開発と事業展開』（編者:熊井英水 有元操 小野征一郎、監修:日本水産学会）（2011年3月1日、恒星社厚生閣）ISBN 9784769912439
- 『究極のクロマグロ完全養殖物語』（著者:熊井英水）（2011年7月19日、日本経済新聞出版社）ISBN 9784532167998
- 『Full-Life Cycle Aquaculture of the Pacific Bluefin Tuna』（編著:熊井英水 宮下盛 坂本亘 小野征一郎）（2012年3月1日、農林統計出版）ISBN 9784897322483

### 監修
- 『マグロをそだてる 世界ではじめてクロマグロの完全養殖に成功！』（監修:熊井英水、文:江川多喜雄、絵:高橋和枝）（2009年7月31日、アリス館）ISBN 9784752004493

### 関連書籍
- 『世界初！マグロ完全養殖 波乱に富んだ32年の軌跡』（著者:林宏樹）（2008年11月20日、化学同人 DOJIN選書）ISBN 9784759813210